# Alfred Kühn
Alfred Richard Wilhelm Kühn (Baden-Baden, 22 de abril de 1885 – Tübingen, 22 de novembro de 1968) foi um zoólogo e geneticista alemão.

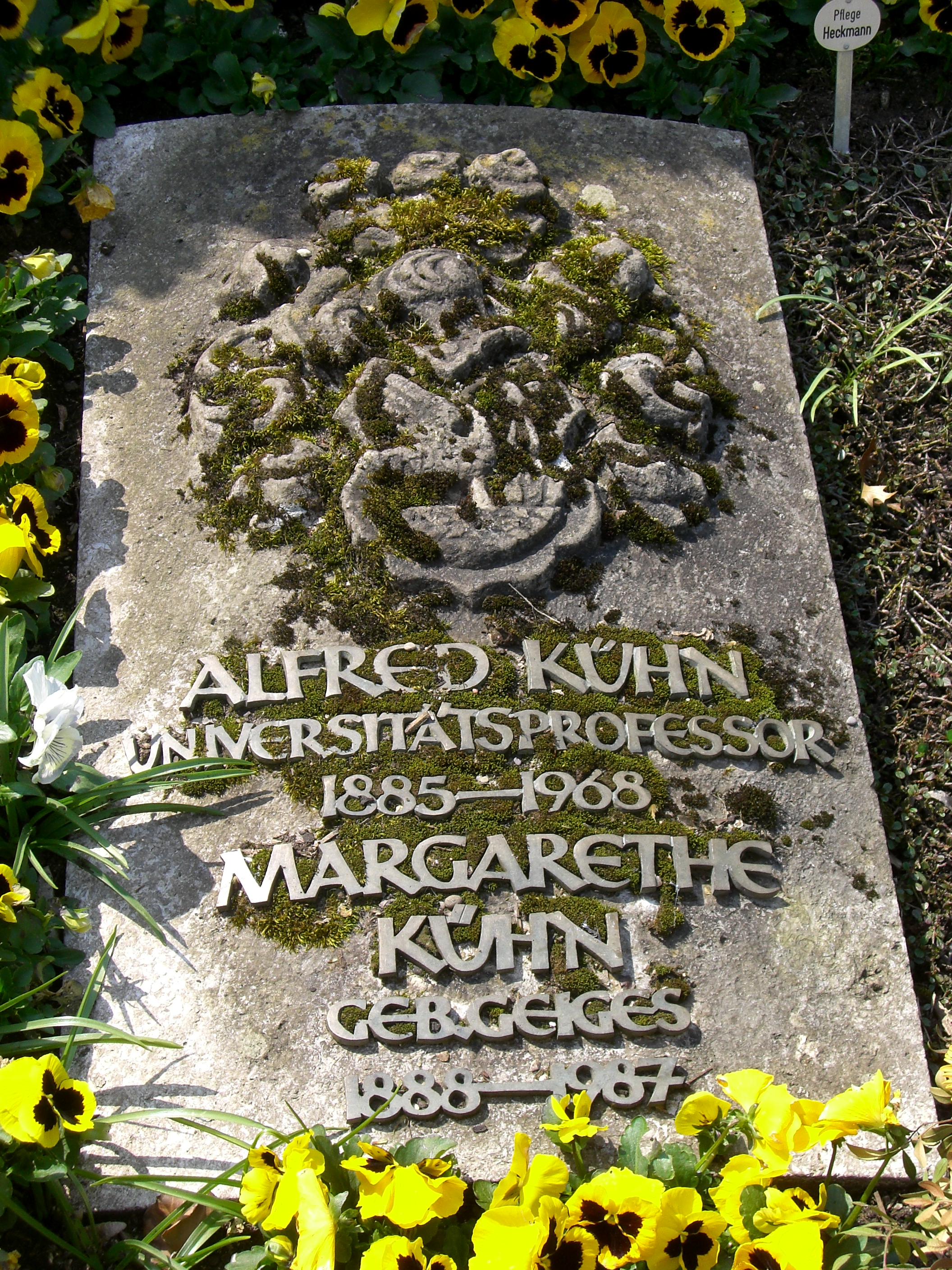
Sepultura de Kühn no Hauptfriedhof Freiburg im Breisgau

## Vida
Alfred Kühn estudou zoologia e fisiologia de 1904 a 1908 em Freiburg, e obteve a habilitação em 1910. Kühn foi a partir de 1914 professor extraordinário da Universidade de Freiburg im Breisgau. Casou em 1914 com Margarethe Geiges (1888–1987), filha de Fritz Geiges. Não tiveram filhos. Em 1916 foi eleito membro da Academia Leopoldina. Em 1918 foi assistente e Privatdozent na Universidade de Berlim. A partir de 1920 foi professor de zoologia e genética da Universidade de Göttingen.

## Condecorações
- 1959: Plaqueta Darwin da Academia Leopoldina
- 1960: Membro da Academia de Artes e Ciências dos Estados Unidos
- 1965: Medalha Harnack da Sociedade Max Planck
- 1966: Ordem do Mérito da República Federal da Alemanha

## Obras
- Grundriß der allgemeinen Zoologie für Studierende. Thieme, Leipzig 1922; 17. Auflage 1969.
- Die Orientierung der Tiere im Raum. Fischer, Jena 1919.
- com Hans Piepho: Über hormonale Wirkungen bei der Verpuppung der Schmetterlinge. In: Nachrichten von der Gesellschaft der Wissenschaften zu Göttingen. Mathematisch-physikalische Klasse, Fachgruppe 6, N. F., Bd. 2 (1936), Nr. 9, S. 141–154.
- Grundriß der Vererbungslehre. Quelle und Meyer, Leipzig 1939.
- Zur Entwicklungsphysiologie der Schmetterlingsmetamorphose. In: VII. Internationaler Kongress für Entomologie: Verhandlungen. Uschmann, Weimar 1939/40.
- Vorlesungen über Entwicklungsphysiologie. Springer, Berlin 1955.
- Versuche zur Entwicklung eines Modells der Genwirkungen. In: Die Naturwissenschaften. Bd. 43 (Januar 1956), H. 2, S. 25–28, doi:10.1007/BF00637519.